# Stegobolus schizostomus
Stegobolus schizostomus är en lavart som först beskrevs av Edward Tuckerman, och fick sitt nu gällande namn av Frisch & Kalb. Stegobolus schizostomus ingår i släktet Stegobolus och familjen Graphidaceae.   Inga underarter finns listade i Catalogue of Life.